# Tunstead (Derbyshire)
Tunstead – wieś w Anglii, w hrabstwie Derbyshire, w dystrykcie High Peak. Leży 46 km na północny zachód od miasta Derby i 228 km na północny zachód od Londynu.